# Корнвілл (Аризона)
Корнвілл (англ. Cornville) — переписна місцевість (CDP) в США, в окрузі Явапай штату Аризона. Населення — 3362 особи (2020).

## Географія
Корнвілл розташований за координатами 34°44′21″ пн. ш. 111°54′31″ зх. д. / 34.73917° пн. ш. 111.90861° зх. д. (34.739119, -111.908597).  За даними Бюро перепису населення США в 2010 році переписна місцевість мала площу 34,20 км², уся площа — суходіл.

## Демографія
Згідно з переписом 2010 року, у переписній місцевості мешкало 3280 осіб у 1423 домогосподарствах у складі 907 родин. Густота населення становила 96 осіб/км².  Було 1695 помешкань (50/км²).
Расовий склад населення:
| - 91,3 % — білих - 1,2 % — корінних американців - 0,4 % — чорних або афроамериканців - 0,2 % — азіатів - 4,5 % — осіб інших рас |

До двох чи більше рас належало 2,5 %. Частка іспаномовних становила 11,9 % від усіх жителів.
За віковим діапазоном населення розподілялося таким чином: 18,6 % — особи молодші 18 років, 63,1 % — особи у віці 18—64 років, 18,3 % — особи у віці 65 років та старші. Медіана віку мешканця становила 50,1 року. На 100 осіб жіночої статі у переписній місцевості припадало 98,1 чоловіків;  на 100 жінок у віці від 18 років та старших — 96,8 чоловіків також старших 18 років.
Середній дохід на одне домашнє господарство  становив 54 541 долар США (медіана — 38 900), а середній дохід на одну сім'ю — 67 648 доларів (медіана — 50 724). Медіана доходів становила 32 802 долари для чоловіків та 27 143 долари для жінок. За межею бідності перебувало 9,1 % осіб, у тому числі 8,2 % дітей у віці до 18 років та 9,9 % осіб у віці 65 років та старших.
Цивільне працевлаштоване населення становило 1141 осіб. Основні галузі зайнятості: мистецтво, розваги та відпочинок — 23,2 %, освіта, охорона здоров'я та соціальна допомога — 20,0 %, роздрібна торгівля — 17,3 %.